# 森田浩康
森田 浩康（もりた ひろやす、1951年6月19日 - ）は、RKB毎日放送およびテレビ神奈川（TVK→tvk）の元アナウンサー。血液型はO型。

## 経歴
神奈川県逗子市の出身で、神奈川県立横須賀高等学校から中央大学文学部へ進学。大学生時代までは県内の実家で両親と同居していたが、大学卒業後の1974年4月1日付でアナウンサーとしてRKB毎日放送（ラジオ・テレビ兼営局）へ入社したことを機に、本社のある福岡市で単身生活を始めた。
本人によれば、小学1年時（1958年）からパシフィック・リーグ（パ・リーグ）の試合をテレビ中継でよく見ていたことが高じて、当時パ・リーグに加盟していた太平洋クラブライオンズ（福岡市内の平和台球場を本拠地に使用していた球団）の試合を実況できるアナウンサーを募集していたRKBのアナウンス試験に臨んだという。実際には学生時代に野球実況のトレーニングを積んでいなかったが、本人曰く「（試験の課題で）『これからの時代のテレビニュース』という小論文を書いたことが（試験官に）高く評価された」とのことで、入社3年目の1976年には全国ネット向けのライオンズ戦ラジオ中継で実況デビュー（詳細後述）。ライオンズが命名権契約との兼ね合いで「クラウンライターライオンズ」と改称した1977年からは、ライオンズ戦中継の実況を本格的に担当したほか、『吼えろライオンズ』という情報番組にも出演していた。当時は「同郷（神奈川県横須賀市出身）の先輩」に当たる主力選手（外野手）の竹之内雅史と親しく、プライベートでは、竹之内からの誘いで本人やチームメイト（大田卓司や浜浦徹）と酒席をしばしば共にしていたという。
もっとも、1972年の秋に西日本鉄道株式会社からライオンズの経営権を引き継いでいた福岡野球株式会社は、1978年のシーズン終了後にこの権利を国土計画へ売却。ライオンズは「西武ライオンズ」として1979年から本拠地を西武球場（埼玉県所沢市）へ移したため、RKBでは同年から自社で野球中継を制作する機会が大幅に減少した。折しも、地元局のテレビ神奈川（tvk）では当時、東京六大学野球中継をレギュラーで編成。この中継の実況陣へ加えることを前提に、中途採用扱いでスポーツ実況の経験者を募集していた。本人によれば、「（ライオンズの本拠地移転によって）RKBのプロ野球中継で実況できなくなってから、（同局への）感謝の念が改めて湧いていたので、（募集に応じるかどうかで）ずっと悩んでいた」とのことだが、結局は1979年7月1日付でtvkへ移籍。移籍後も主にスポーツ実況を担当した末に、2016年6月30日で定年を迎えたことを機に退職した。1972年に開局したtvkにおいて、アナウンス職一筋で定年を迎えた社員は、新卒採用のアナウンサーを含めても森田が初めてである。同局への在籍期間は37年で、歴代のアナウンサーの中で最も長く、その間には報道制作局のアナウンス部次長、1997年8月からアナウンス部長、編成局編成制作室アナウンス担当部長、アナウンサー理事 を歴任。また、2009年から神奈川大学の人間科学部で非常勤講師として教鞭を執っていたほか、2013年度には特定非営利活動法人相模原市ラグビーフットボール協会の顧問も務めた。
なお、tvkからの定年退職に伴って、同局で制作しているラグビー中継の実況を2015-2016シーズンで勇退。ジャパンラグビートップリーグの中継では2015年12月26日の東芝ブレイブルーパス対サントリーサンゴリアス戦、大学ラグビーの中継では第52回全国大学ラグビーフットボール選手権大会準決勝（2016年1月2日）の帝京大学対大東文化大学戦を最後に担当を退いた。プロ野球中継では、2016年6月3日にセ・パ交流戦（横浜スタジアムでの横浜DeNAベイスターズ対千葉ロッテマリーンズ1回戦）の中継で実況を終えている。
その一方で、神奈川大学人間科学部での教育活動は、tvkからの定年退職後も継続。メディアに関連する講座（『実践メディア論』『社会と人間Ⅰ』『市民メディア論』など）の講師を、2021年度に定年を迎えるまで務めた。2022年度からは、向こう3年間の予定で『市民社会論』の授業を受け持っている。

## 出演番組

### RKB時代
- スポーツ中継
  - RKBエキサイトナイター（ラジオのプロ野球中継）
    - 入社3年目の1976年に、太平洋クラブライオンズ主催のナイトゲーム中継（平和台球場）で実況デビュー。解説は「（西鉄ライオンズの投手時代からの）憧れの人だった」という稲尾和久で、当初は北部九州（福岡県・佐賀県）ローカル向けの放送が予定されていたが、他の地方の球場で組まれていたナイトゲームが雨天で全て中止になったため、RKB以外のJRN加盟局でも「予備カードから本番カードへの昇格」扱いで同時ネットが実施された（事実上の全国中継）[6]。
- 吼えろライオンズ
  - 担当期間中は20代の若手アナウンサーであったが、本人曰く「おっちょこちょいで喧嘩っ早い」という性格が災いして、ライオンズのレギュラー選手の故障に関する取材で球団代表の坂井保之（当時は40代の前半）と口論になったことがある。実際には上司から厳重注意を受けたうえで翌日に坂井へ謝罪したものの、tvkへの移籍を経て退職後に東京で坂井と再会したところ、80歳を過ぎていた坂井から「今は君の（若手時代のように喧嘩っ早い）アナウンサーがいなくなった」と述懐されたという[6]。

### TVK→tvk時代
- スポーツ中継
  - 野球中継
    - tvkプロ野球中継 横浜DeNAベイスターズ熱烈LIVE（『TVKハイアップナイター』時代より実況。横浜スタジアムから大洋戦、川崎球場からロッテ戦、神宮球場からヤクルト戦を放送。当時のＴＶＫは、週に６日連続のナイター中継もあった。神宮のヤクルト対阪神戦は関西のサンテレビにもネットした。）
    - 全国高等学校野球選手権神奈川大会（保土ヶ谷球場＆横浜スタジアムから実況）
    - 東京六大学野球[2]（神宮球場から春・秋の全試合放送。初実況した年の早大主将は岡田彰布だった。）
    - 都市対抗野球大会[2]（川崎球場から実況）
    - 商店街対抗野球（横浜スタジアムから実況）[2]

  - 高校ラグビー中継（1993年度から花園の全国大会を２連覇した県立相模台工業高校の時代に実況）
  - 大学ラグビー中継（秩父宮ラグビー場＆国立競技場から実況。決勝戦は帝京大学の５連覇まで担当）[2]
  - ラグビートップリーグ中継（全国社会人大会は、神戸製鋼の黄金時代７連覇の頃を実況した。）
  - サッカー中継（Jリーグが発足した1993年から5年間担当[2] 初年度10チーム中、３チームが神奈川県内。）
  - 川崎競馬[2]（川崎競馬場からレース実況）
  - 家庭婦人バレーボール大会（神奈川県内各地の体育館で実況）[2]
- tvkニュース・天気（随時）
- おしゃべりトマト（初代水曜MC…1983年4月-1984年3月、月曜MC…1984年4月-1986年9月。1995年9月29日の最終回にもゲスト出演。当時はまだ少なかったプロモーションビデオを活用した情報番組だった。）
- 高校野球ニュース（1980年代の高校野球中継は番組の提供を希望する企業が多く時間枠に収まらなかった。地元企業の熱意と高校野球ファンの期待に応えるため誕生した「高校野球ニュース」を1990年代に担当した。）

### エッセイ
- 俺たちのパシフィック・リーグ　クラウンライター・ライオンズ（ベースボール・マガジン社、2022年4月18日刊行、ISBN 978-4583627175）  - 巻頭エッセイ「博多の街とライオンズがあったから。」（6 - 7ページ）